# Elissa (Sängerin)

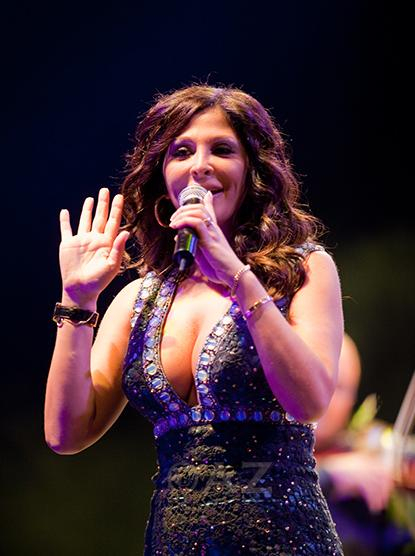
Elissa (Sängerin)

Elissar Zakaria Khoury (* 27. Oktober 1972 in Deir el Ahmar in der Bekaa-Ebene im Libanon), bekannt als Elissa (Arabisch: إليسا), ist eine libanesische Sängerin.

## Biografie
Sie begann ihre Karriere 1998 mit dem Hit Baddi Doob. Elissa hat drei World Music Awards als am besten verkaufende Künstlerin im Nahen Osten und Nordafrika gewonnen (2005, 2006 und 2010). Alle Alben zusammen machten einen Umsatz von ungefähr 18 Millionen US-Dollar. Dadurch wurde sie zu einer der berühmtesten libanesischen Künstlerinnen. Elissa ist auch eine der reichsten libanesischen Sängerinnen; ihr Vermögen soll sich auf ungefähr 31 Millionen US-Dollar belaufen.
Elissa begann ihre Karriere als Sängerin in den frühen 1990er Jahren in einer Talent-Show (Studio El Fan von LBC), in der sie den zweiten Platz erreichte. Nach langer Abwesenheit von der Öffentlichkeit kehrte sie 1998 mit ihrer spanisch-arabischen Single Baddi Doob zurück. Ihr erstes Album, auch mit dem Namen Baddi Doob, war eines der meistverkauften Alben im Libanon und dem Nahen Osten mit über 1.500.000 verkauften Platten. Der Erfolg des Albums führte zu ihrer Teilnahme am renommierten internationalen Musik Festival in Cannes 2000.
Ihr zweites Projekt im Jahr 2000 war ein Duett mit Ragheb Alameh mit dem Namen Betghib Betruh. Das Lied war auch auf Elissas zweitem Album W’akherta Ma’ak, von dem über 1.600.000 Exemplare verkauft wurden. 2001 spielte sie mit in Jordans Fiesta Latina. Sie trat außerdem im Vorprogramm des britischen Sängers Sting auf, als dieser bei den Pyramiden von Gizeh spielte. Außerdem war sie die einzige arabische Künstlerin, die vor dem US-Präsidenten Bill Clinton bei der Stars Charity Show in Dubai sang. Bei diesem Ereignis waren auch Königin Rania von Jordanien und der Kronprinz von Dubai, Sheikh Mohammed bin Rachid El Maktum, anwesend.
Später sang sie mit dem irischen Musiker Chris de Burgh ein arabisch-englisches Lied mit dem Titel Lebanese Nights, es wurde geschrieben, komponiert und vermarktet von de Burgh. Er schrieb das Lied während seines letzten Besuchs im Libanon. Er entschied, das Lied mit einem libanesischen Künstler zu singen und wählte Elissa aus. Der Song wurde in London aufgenommen und auf de Burghs Album von 2002 Timing is Everything veröffentlicht.
Ihr drittes Album, Ayshalak, wurde im Juni 2002 veröffentlicht und wurde von einem Videoclip unterstützt, der vom französischen Regisseur Fabrice Begotti gefilmt wurde; das Make-up und die Kleidung kamen von Christian Dior. Elissa war die erste Araberin, die Christian Dior repräsentierte. Das Video und der Song waren ein großer Erfolg und mit der Hilfe vom Komponisten und Arrangeur Jean-Marie Riachi war es Elissa möglich, einen neuen Hit mit der zweiten Single von Ayshalak, Agmal Ehsas, zu landen. Die Regie bei diesem Videoclip führte ein libanesischer Regisseur, Selim El Turk. Zusammen gewannen Elissa und Selim den Murex D’Or für die beste Künstlerin und den besten Videoclip. In diesem Album war auch der türkische Sänger Emrah vertreten.
Ende 2002 machte sie die Einführung bei der Eröffnung von Kuwaits Virgin Megastore mit Sir Richard Branson, dem Gründer der berühmten Kette.
Der Song Ajmal Ihssas wurde von der türkisch-italienischen Sängerin Zeynep Casalini unter dem Titel Dokunma Bana erfolgreich gecovert. 
Ein weiterer großer Erfolg für Elissa war ihre Aufnahme in das Buch 100 Pioneers of Lebanon, wo ihr Name neben Künstlern wie Fairouz, Wadih El Safi und weiteren bekannten Stars stand.

## Diskografie

### Alben
- 1998: Baddi Doob
- 2000: W'akherta Ma'ak
- 2002: Ayshalak
- 2004: Ahla Donya
- 2006: Bastannak
- 2007: Ayami Beek
- 2009: Tesadaq Bemeen
- 2012: Asa'ad Wahda
- 2014: Halet Hob
- 2016: Saharna Ya Lail
- 2018: Ila Kol Elli Bihebbouni
- 2020: Sahbit Raey
- 2024: Ana Sekketen

### Kompilationen
- 2011: Best Of

### Livealben
- 2021: Aghani Min Hayati

### Singles (Auswahl)
- 1998: Baddi Doob (Original: Gülşen – Be Adam)
- 1998: Waynak Habibi (Original: Gülşen – Saz Mı Caz Mı?)
- 2000: Betghib Betrouh (mit Ragheb Alama) (Original: Ege – Delice Bir Sevda)
- 2000: Saharni Habibi (Original: Serdar Ortaç – Asrın Hatası)
- 2002: Shou El Hal (Original: Tarkan – Kuzu Kuzu)
- 2002: Ayshalak
- 2002: Ajmal Ihssas
- 2002: Ah Min Hawak
- 2002: Lebanese Night (mit Chris de Burgh)
- 2018: Nefsi Aollo (Original: İbrahim Tatlıses – Haydi Söyle)
- 2021: Ya Am Salamtak
- 2022: Ana W Bass
- 2022: Min Awel Dekika (mit Saad Lamjarred)
- 2023: El Okd